# Monochamus carolinensis
Monochamus carolinensis är en skalbaggsart som först beskrevs av Olivier 1792.  Monochamus carolinensis ingår i släktet Monochamus och familjen långhorningar. Inga underarter finns listade i Catalogue of Life.